# Orvault
Orvault é uma comuna francesa na região administrativa do País do Loire, no departamento de Loire-Atlantique. Estende-se por uma área de 27.67 km². Em 2010 a comuna tinha 27 623 habitantes (densidade: 998,3 hab./km²).